# Solanum tetramerum
Solanum tetramerum är en potatisväxtart som beskrevs av Michel Félix Dunal. Solanum tetramerum ingår i släktet skattor som ingår i familjen potatisväxter. Inga underarter finns listade i Catalogue of Life.